# Oswald von Graben zum Stein
Oswald von Graben zum Stein (Stain) (* im 16. Jahrhundert; † 1609) war ein kärntnerischer Edelmann und Herr von Stein.

## Biografie

### Herkunft
Oswald von Graben zum Stein entstammte dem weitverzweigten Geschlecht der Herren von Graben aus deren Linie am Stein. Seine Eltern waren Hans von Graben zum Stein der Jüngere († 1593) und dessen erste Frau Barbara Semlerin. Die Herren von Graben zur Linie Stein waren seit der Mitte des 15. Jahrhunderts in und um Lienz begütert und ansässig, vollzogen im Laufe des 16. Jahrhunderts einen gesellschaftlichen Abstieg hin zum niedrigen Landadel und zu lokalen landesfürstlichen Amtmännern. Ihre Eheschließungen gingen sie nicht mehr exklusiv mit altadeligen Edelleuten ein, sondern auch gelegentlich mit Patriziern, neugeadelten Gewerken als auch Handelsverwesern, Gewerbetreibenden etc.

### Feudalherr
Oswald von Graben zum Stein erbte von seinem Vater Güter in und um Lienz. Hierbei ist der Ansitz Graben in der Hans von Graben Gasse zu nennen, darüber hinaus eventuell Besitz in und um Toblach (Südtirol) sowie der Ansitz Günn in Schwaz (Nordtirol). Von seinem Onkel Georg von Graben zum Stein († 1595), der ohne eheliche Leibeserben verblieb, erbte er, an des schon 1593 verstorbenen Vaters statt, die Burg und Herrschaft Stein. Aus der Eingaben Betreff des Todes seines Onkels durch Oswald ist ersichtlich, dass dieser und wahrscheinlich auch Georg evangelischer Konfession war. Da er aber beim Erbfall aber noch unmündig war, ist Adam von Staudach als Vormund aufgetreten. Am 1. Oktober 1595 bat Oswald die niederösterreichische Regierung um die Verlängerung der Verleihung des Schlosses Stein für sich und seine Geschwister. Die Verleihung zögerte sich ohne bekannte Gründe über Jahre hinaus, nach diversen Lehensurlauben wurde ihm Stein erst mit der Urkunde vom 17. Juni 1605 zugesprochen, als dieser die Lehenspflicht leistete. Die übrigen Lehen, sprich Almen und Güter, der Von Graben wurden vom Landesfürsten Oswald und all seinen Geschwistern, sechs Brüder und vier Schwestern, verliehen. Da diese nicht zum mannsstämmigen Lehen Stein gehörten, wurden zwei Lehenbriefe ausgefertigt. Dies beinhaltete auch den Hof zu Potschling bei Stein sowie diverse Almen in den Karnischen Alpen.
Weiters hatte Oswald Teile der Lehensgüter der abgestorbenen Familie der Rainer zu Rain in Kärnten, genauer gesagt die seines weitschichtigen Verwandten Haymeran von Rain zu Sommeregg und dessen Sohn Bernhard, zu Lehen. Es handelte sich hierbei um Güter, welche die Rain mittels der Ehe von Haymeran mit Rosina von Graben von Rain durch Oswald Ururgroßonkel Ernst von Graben erlangten. Diese Vorelterlichen Stücke umfassten Güter und Güteln bei Obervellach und waren schon zuvor 1587 Oswalds Großvater Hans von Graben zum Stein dem Älteren verliehen worden.
In der Herrschaft Lienz erfüllte Graben zum Stein wohl zwischen 1592 und 1609 die Funktionen eines Bergrichters und Waldmeisters (sprich Oberförsters). 1609, nach dem großen Brand von Lienz, wurde er mit drei weiteren Experten in eine Kommission zur Ursachenforschung dieses Unglücks berufen.

### Nachkommen
Oswald von Graben zum Stein war mit Sabina von Denburg verheiratet. Aus der Ehe sollen vier Kinder stammen:
- Anna Christina von Graben zum Stein, sie ist das einzige Kind, das Bucelin in seiner Genealogie nannte; verehelicht mit Georg von Staudach[1]
- Christof von Graben zum Stein (1596–1628), erbte Herrschaft und Burg Stein[7]
- Christina von Graben zum Stein
- Susanna von Graben zum Stein

## Information
Die Daten zu diesem Artikel wurden aus der Von Graben Forschung von Matthias Laurenz Gräff übernommen.